# Telegrafische Depeschen
Telegrafische Depeschen ist ein Walzer von Johann Strauss Sohn (op. 195). Das Werk wurde am 6. September 1857 in Pawlowsk in Russland erstmals aufgeführt.

## Einzelnachweis
1. ↑  Quelle: Englische Version des Booklets (Seite 76) in der 52 CDs umfassenden Gesamtausgabe der Orchesterwerke von Johann Strauß (Sohn), Hrsg. Naxos (Label). Das Werk ist als vierter Titel auf der 28. CD zu hören.